# Lluís Mallart i Guimerà
Lluís Mallart i Guimerà (Barcelona, 1932) és un antropòleg català.
Mallart va ser el fundador de la missió de recerca Agermanament després que es traslladà al Camerun l'any 1961. Com a missioner s'instal·là al costat de la tribu Evuzok fins al 1968. Aquell mateix any se n'anà a París a ampliar els seus estudis d'antropologia i es doctorà el 1971. Ha estat professor a la Universitat de Nanterre. La documentació etnogràfica recollida en el seu treball de camp entre els evuzok es troba als arxius de la biblioteca del Laboratori d'Etnologia i Sociologia Comparada de la Universitat de Nanterre. Aquest treball de camp ocupà gran part de la seva activitat professional als anys noranta. Com a conseqüència de tota aquesta tasca científica i antropològica, Mallart s'ha convertit en un especialista en antropologia religiosa i mèdica.
El 2009 es produí una pel·lícula documental que porta a la pantalla els rituals de curació practicats pels evuzok al Camerun, estudiats per Mallart, els més important dels quals és la "Dansa als esperits". El documental porta, precisament, aquest nom.

## Publicacions
- Un poble africà: etnologia i pastoral (1971)[1]
- Médecine et pharmacopée Evuzok (1977)[1]
- Ni dos ni ventre. Religion, magie et sorcellerie Evuzok (1981)[1]
- La dansa als esperits (1983)[4]
- Sóc fill dels Evuzok (1993)[1]
- Okupes a l'Àfrica (2001), on es critica el colonialisme i l'actuació dels missioner en el continent africà.[1]
- La Forêt de nos Ancêtres (2003), monografia sobre el sistema mèdic i el saber botànic dels evuzok.[1]
- El sistema mèdic d'una societat africana els evuzok del Camerun (2008)[5]
- Cara o creu, imatges i paraules d'un joc d'atzar africà (2010)[6]

## Reconeixements
El 1995 la Generalitat de Catalunya li atorgà la Medalla Narcís Monturiol com a reconeixement de la seva tasca científica.